# Élodie Fontan
Élodie Fontan é uma atriz e modelo francesa, nascida em 9 de julho de 1987 em Bondy (Seine-Saint-Denis).
Ela apareceu em várias séries de televisão e desempenhou papéis regulares em La Croisière foll'amour (1996-1998) e Second Chance (2008-2009), antes de se tornar conhecida do grande público graças ao seu papel na série de sucesso <i id="mwEw">Clem'' (2010-2019).
Ela se volta para o cinema em comédias populares como O que fizemos com Deus ? e sua sequência, mas também Babysitting 2, Venise sous la neige, Alibi.com, Alibi.com 2, Mission Pays basque, Brillantissime, Nicky Larson e Le Parfum de Cupidon .

## Biografia

### Juventude e formação
Nativa de Bondy em Seine-Saint-Denis, Élodie Fontan começou muito jovem em anúncios franceses da Nissan, Quick, Euro Disney e Alsa.
Em seguida, ela se volta paralelamente ao cinema, em particular com Gérard Depardieu e Michèle Laroque na popular comédia Le Plus Beau Métier du monde (1996).
Durante sua infância e adolescência, ela também participou de competições de equitação.
Em 1997, interpretou Strellina, filha de Hilguegue, na série de televisão do grupo AB La Croisière foll'amour .

### Revelação (2007-2016)

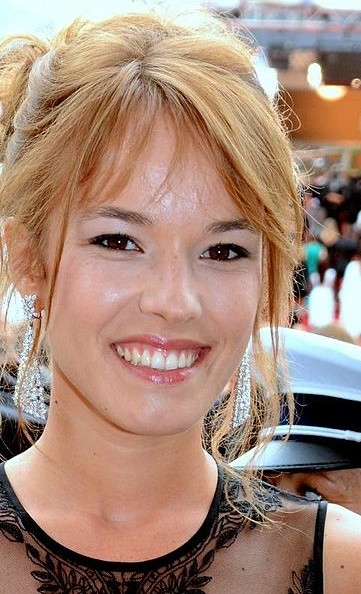
A atriz no Festival de Cinema de Cannes 2014, após o sucesso de What Have We Done to God ?.

Élodie Fontan ganhou notoriedade em 2009 ao interpretar uma personagem da série Clem, transmitida pela TF1. Ela interpreta o papel de Alyzée, a melhor amiga de Clem e madrinha de seu filho Valentin, bem como mais tarde sua "cunhada".
Em 2010, ela atuou na série Joséphine, anjo da guarda temporada 12 episódio 12: “Um bebê caído do céu" com Mimie Mathy.
En 2014, fez parte do elenco da comédia Qu'est-ce qu'on a fait au Bon Dieu ? ao lado de Chantal Lauby, Christian Clavier e ainda Frédérique Bel. Interpretando a personagem Laure, a caçula da família Verneuil, que se casa com Charles, um homem negro, para desgosto de seus pais.
Em 2015, fez parte do elenco do filme Babysitting 2 dirigido por Philippe Lacheau. Ela se reuniu com o diretor (que havia se tornado seu esposo) para seu próximo projeto, a comédia Alibi.com, lançada no ano seguinte.

### Comédias populares (desde 2016)
Élodie Fontan divide o cartaz da comédia Venise sous la Neige (2016), com Arthur Jugnot, filme adaptado da peça de mesmo nome.
Acompanhada por Florent Peyre, ela interpretou a personagem principal da comédia Mission Pays Basque do diretor Ludovic Bernard.
Philippe Lacheau a confiou os papéis femininos principais em suas comédias Alibi.com em 2017, depois Nicky Larson et le parfum de Cupidon em 2019, onde ela interpretou Laura Marconi .
Além disso, com Philippe Lacheau, Julien Arruti e Tarek Boudali, ela se juntou à trupe Enfoirés .
No início de 2019, ela retorna na sequência Qu'est-ce qu'on a encore fait au Bon Dieu?, de Philippe de Chauveron. No mesmo ano, é a heroína da minissérie <i id="mwjA">Prise au piège'', transmitida na primeira parte da noite na M6 e que lhe permite evoluir num registo dramático. É a adaptação francesa da série espanhola Vis à vis, criada por Álex Pina. Este programa conta a vida de uma jovem que se encontra na prisão após ser acusada de homicídio enquanto ela é inocente.
Em 2021, interpretou o papel de Éléonore em Super-héros malgré lui, dirigido por Philippe Lacheau. Em 2022, ela está no cartaz de Qu'est-ce qu'on a tous fait au Bon Dieu?, a terceira parte da saga ainda dirigida por Philippe de Chauveron.

### Vida privada
Desde 2015, ela mantém um relacionamento com o diretor e ator Philippe Lacheau
, que ela conheceu no Festival de Cinema de Cannes e que lhe ofereceu um papel em Babysitting 2 (ela acabou se juntando à trupe dele: La Bande à Fifi ). Em dezembro de 2019, nasceu seu primeiro filho, chamado Raphaël.

## Filmografia

### Cinema

#### Longas-metragens
- 1996 : O Trabalho Mais Bonito do Mundo de Gérard Lauzier :Fanny
- 2014 : O que fizemos a Deus ? por Philippe de Chauveron : Laure Verneuil
- 2015 : Babá 2 por Philippe Lacheau : Júlia
- 2016 : Veneza na neve por Elliott Covrigaru : Natália
- 2017 : Alibi.com por Philippe Lacheau : Florença Martins
- 2017 : Missão no País Basco por Ludovic Bernard : Sibila Vernier
- 2018 : Brilhante de Michèle Laroque : Skydiver 3
- 2018 : Nicky Larson e o Perfume do Cupido por Philippe Lacheau : Laura Marconi
- 2019 : O que mais fizemos a Deus<span typeof="mw:DisplaySpace" id="mw8Q">&nbsp;</span>? por Philippe de Chauveron : Laure Verneuil-Koffi
- 2021 : Super-herói apesar de si mesmo por Philippe Lacheau : Leonor
- 2021 : O que todos nós fizemos a Deus<span typeof="mw:DisplaySpace" id="mwAQA">&nbsp;</span>? por Philippe de Chauveron : Laure Verneuil-Koffi
- 2023 : Alibi.com 2 por Philippe Lacheau : Florença

#### Filmes curtos
- 2008 : Tempo de amar de Aldo Botano
- 2015 : Starmen por Alexandre Pansieri : Nenhum

#### Programas de televisão
- 1996-1998 : La Croisière foll'amour : Strellina (25 épisodes)
- 2004 : K.ça : Véro (pilote non retenu par France 3)
- 2006 : Boulevard du Palais : Lisa Viannet (épisode Meurtre en négatif)
- 2007 : RIS police scientifique : Lisa Berthier (épisode L'ombre d'un doute)
- 2007 : Brigade Navarro : Élodie Revault (épisode Carambolage)
- 2008 : Pas de secrets entre nous : Vanessa (4 épisodes)
- 2008 : Paris, enquêtes criminelles : Claire Beaupré (1 épisode)
- 2008 - 2009 : Seconde Chance : Aona (13 épisodes)
- 2009 : Femmes de loi : Aurore (épisode Un loup dans la bergerie)
- 2010 - 2019 : Clem : Alyzée "Al" Bertier puis Moron (Saison 1 à 9 - 46 épisodes)
- 2010 :  Joséphine ange gardien : Alexandra (épisode 12, saison 12)
- 2011 : Le Jour où tout a basculé : Louise (épisode Mon examinateur a tenté de me violer)
- 2013 : Le Jour où tout a basculé… À l'audience : Sandra Buchet (épisode Harcèlement au bureau)
- 2014 : Si près de chez vous : Anaïs (épisode Double jeu)
- 2014 : RIS police scientifique : Cécile Carrera (épisode Le rat et la danseuse)
- 2014 : Duel au soleil : Peggy (épisode 2, saison 1)
- 2019 : Prise au piège de Karim Ouaret : Anna Rivière (mini-série - 6 épisodes)
- 2021 : Sam de Philippe Lefebvre : Une infirmière (épisode 3, saison 5)

#### Filmes para TV
- 1998 : Assassinatos sem riscos de Christiane Spiero : Tiphanie Gallais
- 2005 : Seja o melhor de Christophe Barraud : Ana Sofia
- 2005 : Segunda oportunidade para Miguel Courtois : Aona
- 2007 : Marie Humbert, o segredo de uma mãe de Marc Angelo : É ela
- 2008 : Maria e Madalena por Joyce Buñuel : Casado
- 2015 : Um Perfume de Sangue de Pierre Lacan : Vanessa Versini
- 2020 : Assassinatos no País Cátaro por Stéphanie Murat : Pauline Franchet
- 2020 : Big Five de Gilles de Maistre : Catherine Raimbaud
- 2022 : O Grande Restaurante<span typeof="mw:DisplaySpace" id="mwAVk">&nbsp;</span>: Guerra nas Estrelas de Pierre Palmade .

#### Game show
- 2020 : Distrito Z : participante

### Dublagem
- 2012 : Terraferma de Emanuele Crialese : Mary
- 2012 : Hara Kiri : Morte de um Samurai por Takashi Miike : Miho
- 2012 - 2013 : Bórgia : ? (temporadas 1 e 2)
- 2018 : Peter Rabbit por Will Gluck : Disquete
- 2019 : Like Animals 2 por Chris Renaud : Chloé
- 2020 : Destino da Bungie 2 : o Exo desconhecido[14]